# Selena
Selena Quintanilla Pérez (Lake Jackson, Texas, 16 de abril de 1971-Corpus Christi, Texas, 31 de marzo de 1995), conocida simplemente como Selena, fue una cantante estadounidense de ascendencia mexicana. Llamada la «Reina de la música tejana», sus contribuciones a la música y la moda la convirtieron en una de las artistas mexicanoestadounidenses más célebres de finales del siglo XX. En 2020, la revista Billboard la colocó en el tercer lugar de su lista de «Mejores artistas latinos de todos los tiempos», basándose en la lista de álbumes latinoamericanos y canciones latinoamericanas. Los medios de comunicación la llamaron la «Madonna tejana» por sus elecciones de ropa. Aunado a lo anterior, se encuentra entre las artistas latinas más influyentes de todos los tiempos, y se le atribuye haber catapultado el género tejano al mercado principal.
Siendo la hija menor de la familia Quintanilla, debutó en la escena musical como integrante de la banda Selena y Los Dinos, en la que igualmente se encontraban sus hermanos mayores, A.B. Quintanilla y Suzette Quintanilla. En la década de 1980, era a menudo criticada y también le negaban contrataciones en lugares de Texas por interpretar música tejana-un género musical dominado por hombres. Sin embargo, su popularidad creció después de ganar el Premio de Música Tejana a la Vocalista Femenina del Año en 1987, mismo que ganó nueve veces consecutivas. Firmó con EMI Latin en 1989 y lanzó su álbum debut homónimo el mismo año, mientras que su hermano se convirtió en su principal productor musical y compositor.
Selena lanzó Entre a mi mundo (1992), que alcanzó el puesto número uno en la lista de Álbumes regionales mexicanos de Billboard de Estados Unidos durante ocho meses consecutivos. El éxito comercial del álbum llevó a los críticos musicales a llamarlo la grabación «revolucionaria» de su carrera musical. Uno de sus sencillos, «Como la flor», se convirtió en una de sus canciones insignias más populares. Live! (1993) ganó el premio a Mejor Álbum Mexicano/Americano en los Grammy Awards de 1994, convirtiéndose en la primera grabación de una artista Tejana femenina en hacerlo. En 1994, lanzó Amor prohibido, que se convirtió en uno de los Álbumes latinos más vendidos en los Estados Unidos. Fue aclamado por la crítica como responsable de la primera era comercial de la música tejana, ya que se convirtió en uno de los subgéneros más populares en ese momento.
El 31 de marzo de 1995, Selena recibió un disparo y fue asesinada a los 23 años de edad por Yolanda Saldívar, su amiga y ex manáger de sus boutiques Selena Etc.. Saldívar fue acorralada por la policía cuando intentó huir y amenazó con suicidarse, pero la convencieron de entregarse. Fue declarada culpable de asesinato y sentenciada a cadena perpetua con posible libertad condicional después de 30 años. Dos semanas después, George W. Bush, el entonces gobernador de Texas, declaró el 16 de abril como el Día de Selena en Texas. Su álbum póstumo crossover, Dreaming of You (1995), debutó en la cima de Billboard 200, convirtiendo a Selena en la primera artista latinoamericana en lograr esta hazaña. En 1997, Warner Bros. estrenó Selena, una película sobre su vida y carrera, protagonizada por una entonces desconocida Jennifer López como Selena, catapultando a López a la fama. En 2020, Netflix lanzó Selena: la serie protagonizada por Christian Serratos. Selena ha vendido alrededor de 18 millones de discos en todo el mundo, lo que la convierte en una de las artistas femeninas más vendidas de la música latinoamericana.

## Biografía y carrera

### 1971-1988: primeros años e inicios musicales
Selena Quintanilla nació el 16 de abril de 1971 en el Freeport Community Hospital de Freeport, Texas. Fue la hija menor de Marcella Ofelia Quintanilla (de soltera Samora), quien tenía ascendencia cheroqui y chickasaw, y Abraham Quintanilla Jr., un ex músico de ascendencia mexicana. El obstetra-ginecólogo en su nacimiento fue el futuro miembro de la Cámara de Representantes, Ron Paul. Selena fue criada como una testigo de Jehová. Quintanilla Jr. se percató de sus habilidades musicales cuando tenía seis años de edad. Comentó a la revista People, «su sincronización, su tono fueron perfectos, pude verlo desde el primer día». En 1980, Quintanilla Jr. renunció a su trabajo como empleado de envíos en Dow Chemical y abrió su primer restaurante Tex-Mex en Lake Jackson, llamado Papa Gayo's, donde Selena y sus hermanos A. B. Quintanilla III (en el bajo) y Suzette Quintanilla (en la batería) solían hacer presentaciones musicales. Al año siguiente, el restaurante se vio obligado a cerrar después de una recesión causada por la caída de los precios del petróleo en los años 1980. La familia se declaró en bancarrota y fueron desalojados de su casa. Se establecieron en Corpus Christi, Texas; allí, Quintanilla Jr. comenzó a promocionar una banda que formalmente creó con sus hijos y que se llamó Selena y Los Dinos, y se convirtió en el mánager de la misma. Necesitaban el dinero y tocaban en esquinas de la calle, bodas, quinceañeras, y ferias.
A medida que crecía su popularidad como cantante, las demandas de sus presentaciones y su itinerario de viajes comenzaron a interferir con su educación. Su padre la sacó de la escuela cuando estaba en octavo grado. Su maestra Marilyn Greer, desaprobaba la carrera musical de Selena. La mujer amenazó con denunciar a Quintanilla Jr. a la Junta de Educación de Texas, creyendo que las condiciones a las que Selena estaba expuesta eran inapropiadas para una niña de su edad. Quintanilla Jr. le dijo a Greer que «se ocupara de sus asuntos». Otros profesores expresaron su preocupación al notar lo cansada que aparecía Selena al llegar a la escuela. A los diecisiete años, Selena obtuvo un diploma de educación escolar secundaria otorgado por la Escuela Estadounidense de Correspondencia en Chicago, una institución de educación a distancia, y también fue aceptada en la Universidad Estatal de Luisiana. Sin embargo, se inscribió a la Universidad de Pacific Western, tomando la carrera de administración de empresas como su asignatura principal.
Quintanilla Jr. restauró un viejo autobús; lo llamó «Big Bertha» y la familia lo usó como su autobús de giras. En los primeros años de gira, la familia cantaba por comida y apenas tenía dinero para pagar la gasolina. En 1984, Selena grabó su primer LP con la discográfica Freddie Records, titulado Selena y Los Dinos. A pesar de querer grabar canciones en inglés, Selena grabó composiciones de música tejana; un género en español dominado por hombres con influencias alemanas de polka, jazz y música country, popularizado por mexicanos viviendo en Estados Unidos.
Quintanilla Jr. creía que Selena debía grabar composiciones musicales relacionadas con su herencia. Durante las sesiones de grabación del álbum, Selena tuvo que aprender español fonéticamente con la guía de su padre. En 1985, para promocionar el álbum, Selena apareció en el Show de Johnny Canales, un popular programa de radio en español, en el que continuó apareciendo durante varios años. Selena fue descubierta por el músico Rudy Treviño, fundador de los Tejano Music Awards, donde ganó el premio a la Vocalista Femenina del Año en 1987 y durante nueve años consecutivos después.
La banda a menudo era rechazada por los lugares de música en Texas debido a la edad de los miembros y porque Selena era su cantante principal. Los promotores a menudo le decían a su padre que Selena nunca tendría éxito porque era una mujer en un género históricamente dominado por hombres. Sin desistir en su carrera musical a pesar de los comentarios y pensamientos pesimistas de los promotores con los que trabajaba, ella continúo grabando música tejana, y para 1988 ya había lanzado los álbumes; The New Girl in Town (1985), y Alpha (1986), y los LPs Muñequito de trapo (1986), And the Winner Is... (1987), Preciosa (1988), y Dulce Amor (1988).

### 1989-1991:Selena,Ven Conmigo, y relación con Pérez

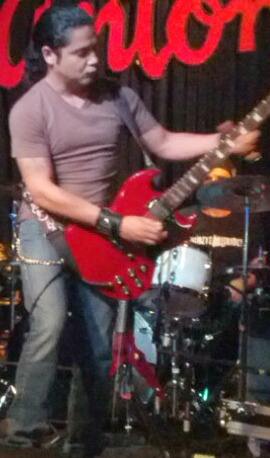
Chris Pérez (fotografiado en 2012) y Selena comenzaron una relación, a pesar de que su padre la desaprobaba.

En 1989 el sello latinoamericano EMI de reciente fundación y su presidente, José Behar, contrató a Selena después de verla en una de sus actuaciones. Behar junto con el nuevo jefe de Sony Music Latin, vieron la presentación de Selena en los Tejano Music Awards de 1989. Behar Estaba buscando talento latinoamericano y quería que Selena se uniera a EMI, mientras tanto, Sony Music Latin ofreció a Abraham Quintanilla el doble de lo que EMI había ofrecido. Behar creía que había descubierto a «la siguiente Gloria Estefan» Quintanilla escogió la oferta de EMI por el potencial de grabar un álbum en inglés, y también porque sería la primera cantante en firmar con ellos. Antes de que Selena empezara a grabar su álbum debut en español, Behar y Stephen Finfer pidieron que grabara un álbum en inglés, ella solo grabó 3 composiciones pop en inglés. El proyecto del álbum en inglés fue rechazado porque Selena necesitaba ser muy conocida para vender un álbum de este tipo.
Selena publicó su primer trabajo profesional con la discográfica EMI, Selena el 17 de octubre de 1989. Selena grabó casi todas las canciones en los Estudios AMEN de San Antonio, Texas; Sukiyaki y My Love fueron grabadas en los Estudios Sunrise en Houston, Selena escribió «My Love» y la quería en su primer álbum. «Sukiyaki» fue originalmente grabada en japonés durante los 60s por Kyū Sakamoto; Selena usó una traducción al español de una traducción en inglés originalmente cantada por Janice Marie Johnson. La canción principal, «Contigo Quiero Estar», alcanzó la posición número ocho en Billboard en la categoría Hot Latin Songs, mientras que el álbum debutó en número siete. Convirtiéndose así, en la primera canción y álbum de Selena en debutar en un Top Musical nacional. A partir de este álbum, su hermano AB Quintanilla III se convirtió en el principal productor y escritor de la carrera de Selena. El mismo año, Coca-Cola quería que Selena se convirtiera en una de sus portavoces en Texas. Durante uno de los comerciales que grabó para la empresa, la actriz y cantante mexicana, Lucía Méndez, le regaló un vestido para lucirlo durante la grabación. La canción del anuncio utilizada en sus dos primeros comerciales para la compañía fue compuesto por A.B. y Chris Pérez quien se había unido a Selena y Los Dinos varios meses antes como el nuevo guitarrista de la banda. Pérez comenzó a tener sentimientos románticos por Selena, a pesar de tener una novia en San Antonio. Después de un viaje a México con la banda, Pérez pensó que sería mejor para ambos distanciarse de ella, pero lo encontró imposible y decidió tratar de establecer una relación con ella. Expresaron sus sentimientos el uno por el otro en un restaurante de Pizza Hut y poco después se convirtieron en pareja. Pérez y Selena escondieron su relación, temiendo que Quintanilla, Jr., intentara romperla.
Selena lanzó su segundo álbum de estudio, Ven conmigo, en 1990. Tres canciones de Ven Conmigo fueron lanzadas como sencillos; «Ya Ves», «La Tracalera», y «Baila esta cumbia», este último, del género cumbia mexicana. Su popularidad creció en México, donde un álbum compilatorio con el nombre de la canción «Baila esta cumbia» fue lanzado. Este álbum fue certificado platino por la Asociación Mexicana de Productores de Fonogramas y Videogramas (AMPROFON), con ventas de 150 000 unidades.
Por ese mismo tiempo, la familia Quintanilla conoció a Yolanda Saldívar. Saldívar fue a pedir la aprobación de Abraham Quintanilla para formar un club de fanes en San Antonio. Saldívar tuvo esa idea luego de asistir a uno de los conciertos de Selena en San Antonio. Quintanilla aprobó la petición de Saldívar, creyendo que el club de fanes daría más fama a Selena. Saldívar pronto se convirtió en la amiga de Selena y persona de confianza de la familia.

Logo de marca registrada utilizado por Selena.

En 1991, el cantante salvadoreño Álvaro Torres compuso una canción para cantarla con Selena. La canción Buenos Amigos, fue producida por Enrique Elizondo y fue lanzada en el décimo álbum de estudio de Torres Nada se compara contigo en 1991. «Buenos Amigos» alcanzó el número uno en Billboard, siendo así el primer sencillo de Selena en llegar a número uno. En 1992 se realizó el videoclip, siendo este el primer videoclip que Selena grabó. El videoclip hizo que Selena y Torres consiguieran dos nominaciones en los Billboard Music Awards de 1992, la canción también fue nominada a Dúo del año en los Tejano Music Awards de 1992, en dicha premiación Selena y Torres la cantaron en vivo. Esta canción hizo que Selena fuera conocida por todo Estados Unidos.

### 1992-1993: matrimonio,Entre a mi mundo, ySelena Live!
La hermana de Selena, Suzette, afirmó haber sorprendido a Selena y Pérez coqueteando e inmediatamente le informó a su padre. Quintanilla Jr. bajó a Pérez del autobús y le dijo que su relación con Selena había terminado. Selena y Pérez continuaron su relación a escondidas a pesar de la desaprobación de Abraham, la mamá de Selena, Marcela, aprobaba su relación, sin embargo, Abraham Quintanilla descubrió el romance cuando vio a Selena y Pérez besándose en el autobús, él llamó a Pérez un «cáncer en mi familia» y dijo que disolvería el grupo si continuaban juntos. Selena y Pérez no cedieron, entonces Abraham Quintanilla despidió a Pérez de la banda y no permitió que Selena se fuese con él. Después de su despido, Pérez y Selena continuaron su relación en secreto. En la mañana del 2 de abril de 1992, en el Condado de Nueces, Texas, Selena y Pérez decidieron casarse, creyendo que Abraham Quintanilla nunca aprobaría su relación, Selena creía que su padre lo aceptaría cuando estuvieran casados, y así ellos no tendrían que ocultar sus sentimientos. Apenas un par de horas después de casarse, un medio local anunció su boda. La familia de Selena la buscó y Abraham Quintanilla no tomó las noticias muy bien. Sin embargo Quintanilla buscó a Pérez, se disculpó, aceptó el matrimonio y contrató a Pérez de nuevo en la banda.
Un mes después, Selena lanzó su tercer álbum de estudio, Entre a mi mundo, en mayo de 1992. El álbum fue llamado como su «álbum de descubrimiento». El álbum estuvo en el número uno de «Billboard» durante ocho meses consecutivos; fue certificado platino por la RIAA por la venta de 600 000 copias. En México, el álbum fue certificado platino por ventas de 300 000 unidades. Entre a Mi Mundo se convirtió en el primer álbum de una artista de tex-mex en vender más de 300 000 copias. Concorde a un libro escrito por Stacy Lee, ella reporta ventas de 300 000 unidades, mientras que María Celeste Arrarás escribió en su libro que el álbum vendió 385 000 unidades en México. El álbum de Selena vendió más que los de cualquier artista tejano, según Miami Herald y de San Jose Mercury News. Del álbum se desprende cuatro sencillos: Como La Flor, ¿Qué Creías?, La Carcacha, y Ámame. El sencillo principal, «Como La Flor», se convirtió en la canción insignia de Selena; la canción fue declarada como la canción que dio comienzo a la carrera de Selena. "Como La Flor" ayudó a Selena a dominar los tops latinos y también en convertirse en una persona inmensamente popular en México, donde los mexicanoestadounidenses generalmente no son aceptados. La canción fue nominada a canción del año en los Tejano Music Awards de 1993. La canción alcanzó la posición número seis en el Top de Canciones Latinas de Billboard.
Selena lanzó Selena Live! en 1993, el álbum incluye canciones en vivo que fueron interpretadas por Selena durante un concierto gratis en el Memorial Coliseum de Corpus Christi, el 7 de febrero de 1993; además incluye tres canciones de estudio: No debes jugar, La llamada, y Tú robaste mi corazón, un dueto con el artista mexicanoestadounidense de origen Tejano Emilio Navaira. Las canciones «No debes jugar» y «La llamada» alcanzaron el top 5 latino de «Billboard». Live! ganó un Grammy al mejor álbum de música mexicanoestadounidense en la 36 entrega de los Grammys. En mayo de 1994, Live! fue nominado al Mejor álbum del año por los Billboard Latin Music Awards. En los Tejano Music Awards de 1994, Live! ganó la categoría álbum del año. En los Premios Lo Nuestro, el álbum fue nominado en la categoría a Mejor Álbum Regional Mexicano del año. Live! fue certificado platino por la RIAA por la venta de 500 000 copias, mientras que en México vendió 250 000 unidades.
En 1993 fue invitada por el productor mexicano Emilio Larrosa, para participar en la telenovela mexicana titulada Dos mujeres, un camino protagonizada por Erik Estrada y Laura León, ella apareció en 2 episodios, que rompieron récord de audiencia, además compartió algunas escenas con el grupo Bronco. En 1995 Selena entró en negociaciones para protagonizar una telenovela en Televisa que iba a ser producida por Emilio Larrosa.

### 1994-1995: incursión en la moda, debut cinematográfico yAmor Prohibido

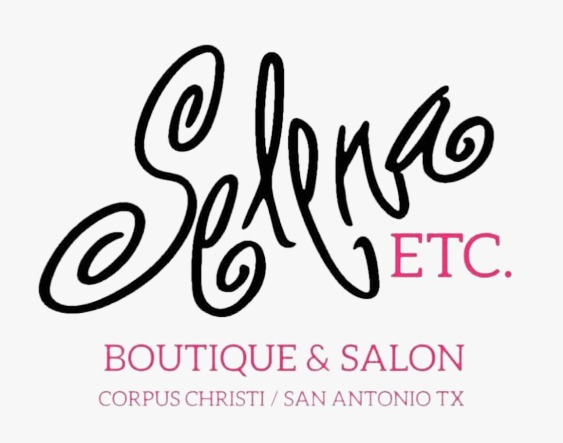
Logo utilizado por Selena para sus boutiques.

Aparte de la música, en 1994, Selena empezó a diseñar y manufacturar una línea de ropa; abrió dos boutiques llamadas «Selena Etc.», una en Corpus Christi y otra en San Antonio. Se encontraba en negociaciones para abrir otra en Monterrey, México, y Puerto Rico. Saldívar gestionaba ambas después de que la familia Quintanilla quedará impresionada con la manera en que manejaba el club de fanes. La revista Hispanic Business informó que la cantante ganó más de cinco millones de dólares de estas boutiques.
Ese mismo año Selena lanzó su cuarto álbum de estudio, Amor prohibido, en marzo de 1994. El álbum debutó en número tres en Billboard. Amor Prohibido se convirtió en el segundo álbum tejano en tener ventas de 500 000 copias. Este álbum se convirtió en uno de los álbumes latinos más vendidos en los Estados Unidos. Amor Prohibido tenía cuatro sencillos: Amor prohibido, Bidi Bidi Bom Bom, No me queda más, y Fotos y Recuerdos. Esta última alcanzó el puesto número uno de popularidad póstumamente en abril de 1995. «Amor Prohibido», «Bidi Bidi Bom Bom», y «No Me Queda Más» alcanzaron el número uno antes de su muerte. El álbum fue certificado doble platino por la RIAA por la venta de dos millones de copias en los Estados Unidos. Amor Prohibido está en la lista de álbumes más vendidos en los Estados Unidos durante 1995. El álbum fue nombrado en la lista de Tom Moon 1,000 grabaciones para escuchar antes de morir: La vida de un oyente (2008).
El álbum popularizó la música tejana en la audiencia joven y mayor más que otro género en cualquier tiempo de la historia. El álbum fue nominado a un Grammy al mejor álbum Mexicano/Americano en 1995. También ganó al álbum del año en los Tejano Music Awards de 1995 y Álbum Regional/Mexicano del año en los Premios lo nuestro. Selena fue nombrada «una de las más exitosas de la música latinoamericana» durante su gira «Amor Prohibido». Después del lanzamiento de Amor Prohibido, Selena fue considerada «la más grande de la música tejana», y rompió barreras en el mundo de la música latinoamericana Fue llamada la «Reina del Tex-Mex» por los medios de comunicación.
Selena grabó un dueto titulado Donde Quiera Que Estés con el grupo Barrio Boyzz, el cual fue lanzado en el álbum del mismo nombre en 1994. La canción alcanzó la posición número uno en el top musical Latinoamericano, lo que permitió a Selena ser conocida en la Ciudad de Nueva York, Argentina, Puerto Rico, República Dominicana y América Central, lugares en los que no era muy notoria. a finales de 1994, EMI decidió que Selena ya había hecho mucho por el mercado de la música en español y ahora era tiempo de hacer un álbum en inglés. Ellos querían promocionarla como una artista pop americana. Selena continuaba en su gira mientras que EMI preparaba el álbum, junto a compositores ganadores del Grammy.

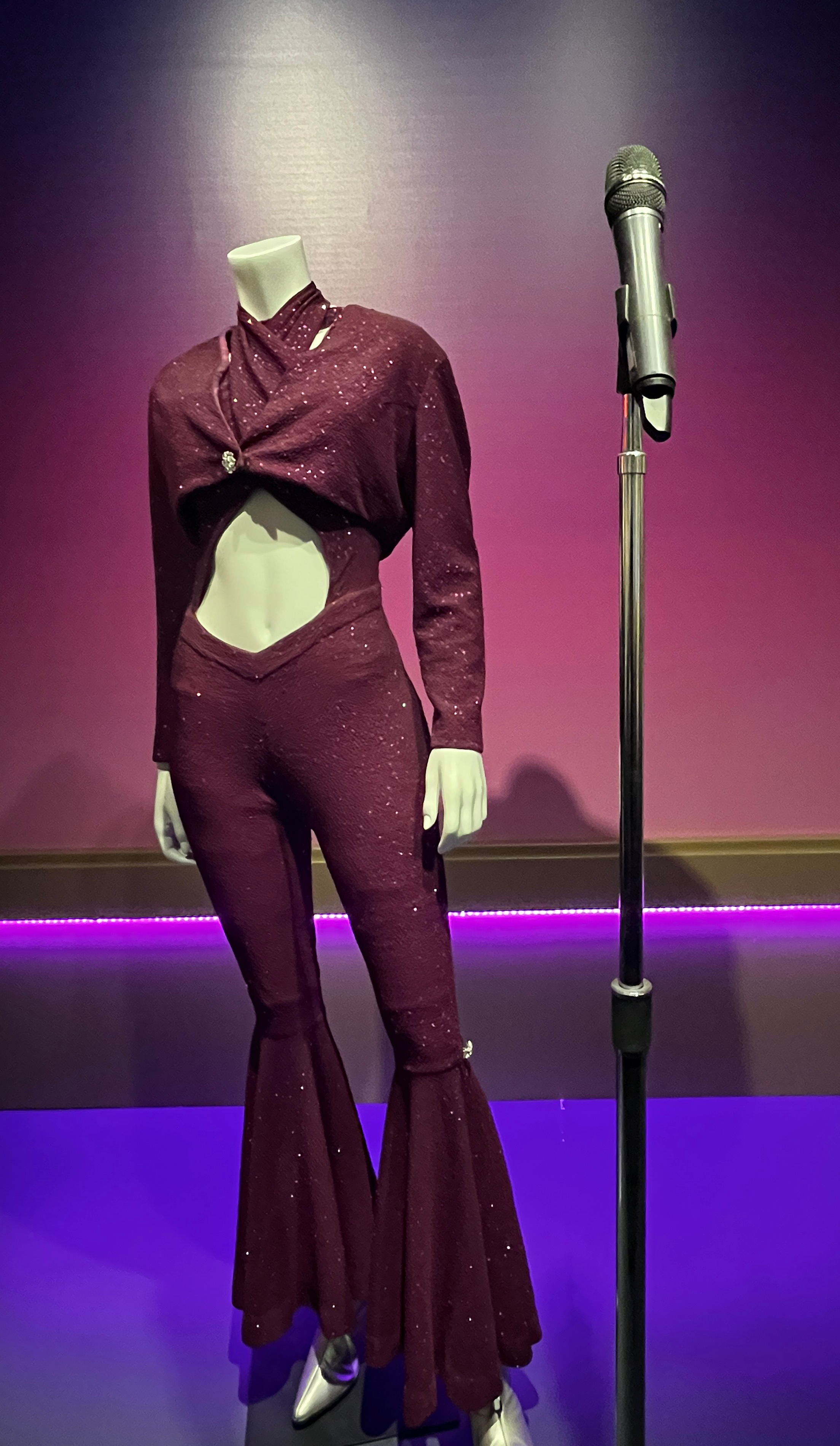
Réplica del traje que utilizó para su último concierto en el Astrodome, realizado el 26 de febrero de 1995.

El 26 de febrero de 1995, consagró su éxito al protagonizar un gran concierto en el Astrodome en la ciudad de Houston, Texas, al cual asistieron más de 67 000 personas, y en donde interpretó diversas canciones de su repertorio, además de interpretaciones en inglés de temas de música disco como On the Radio de Donna Summer y I Will Survive de Gloria Gaynor. Ese mismo año, realizó un cameo en la película Don Juan DeMarco, protagonizada por Marlon Brando, Johnny Depp, y Faye Dunaway. Además, comenzó a realizar la producción para lanzar su primer álbum en inglés, pero el proyecto quedó inconcluso con su muerte ese año, pues solo logró grabar cuatro canciones en ese idioma.

## Asesinato
La familia Quintanilla nombró a Yolanda Saldívar directora de las boutiques de Selena a principios de 1994. Ocho meses después, Selena nombró a Saldívar como su agente registrado en San Antonio (Texas). Tras el acuerdo, Saldívar se trasladó desde San Antonio a Corpus Christi para estar más cerca de Selena. En diciembre de 1994, las boutiques comenzaron a tener problemas, después de que el número de personal para ambas tiendas disminuyó. Según el personal de las boutiques, Saldívar a menudo despedía empleados que a ella desagradaban. El personal de las tiendas constantemente se quejaba de la conducta de Saldívar a Selena, quien desestimó los reclamos, creyendo que Saldívar no influiría negativamente en su empresa de moda. El personal comenzó a informar sobre el comportamiento de Saldívar a Abraham Quintanilla, que sí tomó en serio los reclamos y le mencionó a Selena que debía «tener cuidado» con Saldívar y que no era una buena influencia, sin embargo Selena desestimó las investigaciones de su padre porque él siempre fue desconfiado con la gente en el pasado. Para inicios de 1995, el primo de Selena, su diseñador de moda Martín Gómez, y los clientes expresaron sus preocupaciones sobre el comportamiento y capacidad de gestión de Saldívar. Durante una entrevista de Saldívar con periodistas de The Dallas Morning News en 1995, dijo que su devoción hacia Selena rayaba en obsesión.
En enero de 1995, Abraham Quintanilla empezó a recibir llamadas telefónicas y cartas de aficionados reclamando que pagaron a Saldívar para ser admitidos como miembros del club de fanes de Selena y recibir un paquete de artículos, que incluían un casete de Selena y una camiseta, pero no recibieron nada. Entonces Quintanilla comenzó a investigar y descubrió que Saldívar malversó más de 60 000 $ en cheques falsificados, tanto del club de fanes como de las boutiques. Quintanilla se reunió con Selena y Suzette la noche del 9 de marzo en Q-Productions para enfrentar a Saldívar. Quintanilla le presentó a Saldívar los cheques malversados. Él, al no tener respuesta favorable de Saldívar, le prohibió tener cualquier contacto con Selena, siendo despedida por Selena ese mismo día, sin embargo días después se acordó mantenerla como parte de la nómina pero con ningún tipo de contacto con las boutiques hasta terminar algunas gestiones referentes a su línea de ropa en México, además Selena quería mantenerla cerca porque ella tenía registros bancarios, declaraciones y registros financieros necesarios para la declaración de impuestos.
La noche del 30 de marzo de 1995, luego de cenar pescado junto a su esposo Chris y su suegro Gilbert Pérez, a las 11:30 p. m. (CST), Selena y Chris partieron rumbo al motel Days Inn en Corpus Christi, lugar donde se hospedaba Saldívar, a recoger los registros bancarios que ella poseía. Saldívar le entregó a Selena los documentos en una bolsa plástica. Selena le mencionó a Chris que Saldívar tenía arañazos y la ropa rota y que al parecer se los había hecho ella.
La mañana del 31 de marzo de 1995, Selena se volvió a reunir con Saldívar en el motel. Allí Selena le exigió a Saldívar otros documentos financieros que no estaban en la bolsa plástica que entregó la noche anterior. Saldívar retrasó la entrega aduciendo que había sido violada en México. Selena llevó a Saldívar al Hospital Regional, donde los médicos no encontraron evidencia de violación. Regresaron al motel a las 11:48 a. m. y Selena comenzó a discutir con Saldívar por los documentos financieros. Durante la pelea verbal, Saldívar sacó un arma de su bolso, un revólver Taurus 85 calibre 38 de cañón recortado y apuntó a Selena. Cuando Selena intentó huir, Saldívar le disparó una vez en la parte inferior del hombro derecho, impactando la arteria subclavia y provocando una grave pérdida de sangre. Con sus últimas fuerzas Selena corrió hacia el vestíbulo del motel, dejando un rastro de sangre de 116 m. Allí mismo se desmayó y fue socorrida por los trabajadores del motel, quienes llamaron a una ambulancia. Saldívar perseguía a Selena mientras le gritaba «perra». Antes de perder totalmente el conocimiento, Selena alcanzó a delatar a Saldívar como su agresora y dio el número de la habitación en la que había recibido el disparo. Mientras tanto, Saldívar se metió a su camioneta y trató de huir del motel; sin embargo, fue vista por una patrulla de la policía. Se rindió después de un enfrentamiento de casi nueve horas y media con la policía y el FBI. Para ese entonces, cientos de admiradores y curiosos se habían reunido en la escena; muchos lloraron cuando la policía se llevó a Saldívar.
Selena fue llevada al hospital Corpus Christi Memorial a las 12:00 p. m. (CST), sus pupilas estaban inmóviles y dilatadas, no había evidencia de función neurológica y tampoco se percibían signos vitales, por lo que fue clínicamente declarada con muerte cerebral. El doctor Louis Elkins, cirujano cardíaco, llegó al hospital Memorial y declaró que vio a los médicos realizar «esfuerzos heroicos» para revivir a Selena. Fueron capaces de establecer un «latido errático» el tiempo suficiente como para transferirla a la sala de traumatismos, y también comenzaron a realizarle transfusiones de sangre en un intento por restablecer la circulación después de que los médicos le abrieran el pecho y descubrieran una hemorragia masiva interna. Para cuando Elkins llegó, un médico de urgencias comenzó a «masajear su corazón» después de que dejara de latir. Elkins reportó que todos los esfuerzos llevados a cabo fueron inútiles y afirmó que, de haber sido él el médico presente a la llegada de Selena, no le hubiese administrado ningún tratamiento; no obstante confesó sentirse «obligado a continuar» después de que el médico de urgencias tomara la decisión de reanimar a la cantante. Después de 50 minutos de cirugía, fue declarada muerta por pérdida de sangre y un paro cardíaco a la 1:05 p. m. (CST). Una autopsia fue realizada el mismo día debido al gran interés mediático. Está reveló que la bala entró por la parte superior derecha de su espalda cerca de la escápula, pasó a través de su cavidad torácica, cortó la arteria subclavia derecha y salió por la parte superior derecha del tórax. Además, oficialmente su causa de muerte fue descrita como «hemorragia interna y externa exanguinante por herida perforante de arma de fuego» resultando en un «sangrado masivo», siendo este un homicidio y con el examen interno revelando que no había ingerido ningún tipo de droga, ni tampoco estaba embarazada, el cual fue un rumor que comenzó a difundirse después de su muerte.

### Funeral
El 1 de abril, Bayfront Plaza en Corpus Christi llevó a cabo una vigilia que atrajo a 3.000 fanáticos Durante el evento, se anunció que una exhibición pública del ataúd se realizaría en el Auditorio Bayfront al día siguiente. Los fanáticos se formaron durante casi una milla (1500 m). Una hora antes de que se abrieran las puertas, comenzaron a circular rumores de que el ataúd estaba vacío, lo que llevó a la familia Quintanilla a tener una vista con el ataúd abierto. Aproximadamente 30,000 a 40,000 admiradores pasaron por el ataúd de Selena. Más de 78,000 firmaron un libro de condolencias. Las flores para la visualización del ataúd fueron importadas de los Países Bajos. A petición de la familia de Selena, se prohibieron las fotografías con flash y vídeos.

Tumba de Selena, fotografiada en 2007. Se encuentra ubicada en el cementerio Seaside Memorial Park, en Corpus Christi, Texas.

El 3 de abril de 1995, seiscientos invitados, en su mayoría miembros de la familia, asistieron al entierro de Selena en el cementerio Seaside Memorial Park, localizado en Corpus Christi, Texas, el cual fue transmitido en vivo por una estación de radio de Corpus Christi y San Antonio sin el consentimiento de su familia. Un ministro de los Testigos de Jehová del Lago Jackson predicó en inglés, citando las palabras de Pablo el Apóstol en 1 Corintios 15. Cientos de personas comenzaron a rodear el área en sus vehículos. Entre las celebridades que asistieron al funeral de Selena se encontraban Roberto Pulido, Bobby Pulido, David Lee Garza, Emilio Navaira, Laura Canales, Elsa García, La Mafia, Ram Herrera, Imagen latinoamericana y Pete Astudillo. Una misa especial celebrada el mismo día en el recinto Los Angeles Memorial Sports Arena, atrajo a una multitud de 4.000.

### Impacto
El asesinato de Selena tuvo un impacto generalizado. Las reacciones a su muerte se compararon con las de las muertes de John Lennon, Elvis Presley y John F. Kennedy. Importantes cadenas de televisión interrumpieron su programación regular para dar la noticia. Luego de enterarse de la noticia, el periodista y presentador Tom Brokaw se refirió a Selena como «La Madonna Mexicana». Su muerte fue noticia de primera plana en The New York Times durante dos días. Numerosas vigilias y memoriales se llevaron a cabo en su honor, y estaciones de radio en Texas tocaron su música sin parar. La noticia golpeó duramente a la comunidad hispana en Estados Unidos, muchos aficionados viajaron miles de millas para visitar la casa de Selena, las boutiques y la escena del crimen.
Entre las celebridades que se comunicaron con la familia Quintanilla para expresar sus condolencias se encontraban Gloria Estefan, Julio Iglesias, Celia Cruz y Madonna. Otras celebridades, incluyendo Stefanie Ridel, Jaime DeAnda (de la banda Los Chamacos), y Shelly Lares, aparecieron en las estaciones de radio para expresar sus condolencias acerca de la muerte de Selena. Una edición conmemorativa de la revista People fue lanzada una semana después del asesinato, vendiendo casi un millón de copias en su primera y segunda semana. Se convirtió en una pieza de colección y en la primera en la historia de la revista en ser las más vendida. En los meses siguientes, la compañía lanzó People en Español dirigida al mercado hispano, esto debido al éxito de ventas del número conmemorativo.
Unos días más tarde, Howard Stern se burló del asesinato y entierro de Selena, se burlaba de sus deudos, y criticó su música. Stern dijo: «Esta música no significa absolutamente nada para mí, Alvin y las ardillas tienen más alma... Los hispanos tienen el peor gusto musical. No tienen profundidad.» Los comentarios de Stern indignaron y enfurecieron a la comunidad hispana en Texas. Stern tocaba canciones de Selena con disparos de fondo. Después de una orden de detención en su contra por conducta desordenada, Stern hizo una declaración al aire, en español, diciendo que sus comentarios no se hicieron para causar "más angustia a sus familiares y amigos y que los amaba". La «Liga de Ciudadanos Latinoamericanos Unidos» boicoteó el programa de Stern por considerar su disculpa inaceptable. Minoristas de Texas eliminaron cualquier producto relacionado con Stern, mientras que Sears y McDonald's enviaron una carta a los medios de comunicación indicando su desaprobación a los comentarios de Stern, debido a que algunos aficionados creían que las empresas auspiciadoras del programa de Stern estaban a su favor.
El 12 de abril de 1995, dos semanas después de la muerte de Selena, George W. Bush, gobernador de Texas en aquel tiempo, declaró que el cumpleaños de Selena, el 16 de abril, sea denominado el «Día de Selena» en todo el estado. El día de la declaración George W. Bush dijo que Selena representaba «la esencia de la cultura del sur de Texas» que nunca se olvidó de donde venía. Algunos euro-americanos en Texas escribieron al editor de periódico local Brazosport Facts durante abril y mayo preguntando cuál era el problema; algunos se ofendieron que el Día de Selena cayera en Domingo de Pascua, otros decían: «La Pascua es más importante que el día de Selena» y creían que la gente debería dejar a Selena descansar en paz y seguir con sus vidas.
En octubre de 1995, un jurado de Houston encontró culpable a Yolanda Saldívar por asesinato en primer grado y la condenó a cadena perpetua, con posibilidad de libertad condicional en 2025. En 2002, por orden de la corte, el arma que se utilizó para asesinarla fue destruida en treinta pedazos que luego fueron arrojadas en la bahía de Corpus Christi, aún cuando muchos fanáticos se opusieron a la destrucción del arma por considerar que es una pieza importante de la historia de Selena.

## Legado

### Homenajes musicales
El 7 de abril de 2005, se llevó a cabo un concierto en homenaje por su décimo aniversario luctuoso en el Reliant Stadium ubicado en Houston Texas, cerca de donde Selena realizó su último concierto en febrero de 1995. Fue titulado Selena ¡VIVE! y transmitido por Univisión. Batió récords de audiencia y se convirtió en la transmisión en español más vista en la historia de la televisión estadounidense. 
En agosto de 2020, durante la ceremonia de entrega de los Premios Juventud, se llevó a cabo un tributo a la cantante, donde participaron artistas como Karol G, Danna Paola, Natti Natasha, Greeicy y Ally Brooke.

### Lanzamientos póstumos
En agosto de 2022 se lanzó el nuevo álbum «Moonchild Mixes», en el que se pueden escuchar baladas y cumbias grabadas en la adolescencia de la cantante. A principios de septiembre de 2022, el disco que incluye 10 canciones inéditas y 3 temas con nuevas mezclas, se colocó en el puesto 8 de la lista Latin Album de Billboard.

### Obras basadas en su imagen

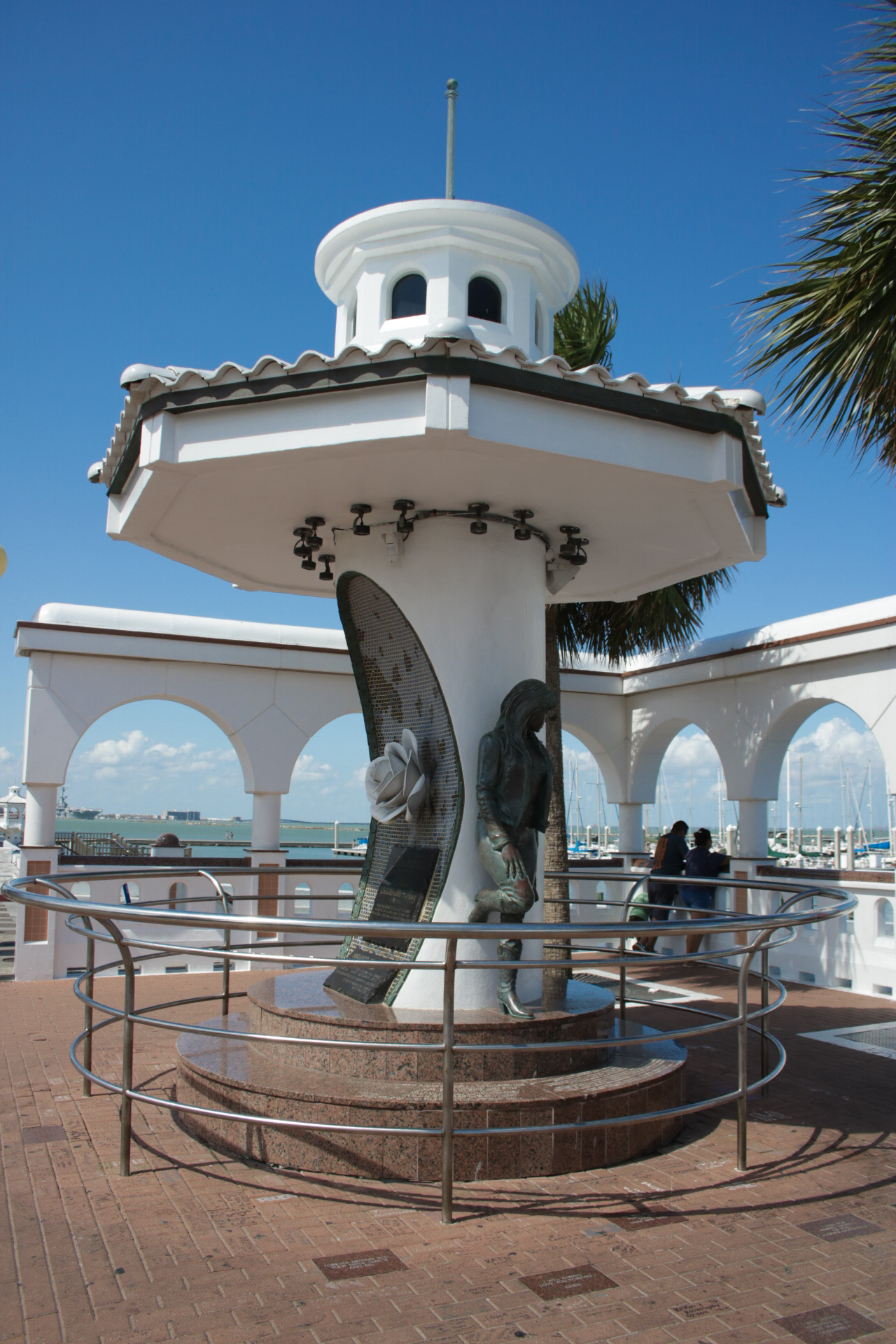
El Mirador de la flor, fotografiado en 2019.

El Mirador de la flor es un monumento en memoria a Selena realizado en bronce, localizado en Corpus Christi, Texas, esculpido por H. W. «Buddy» Tatum, y presentado en 1997. Cerca de 30.000 personas de todo el mundo visitan este monumento cada año. Si bien el monumento sigue siendo una atracción turística popular, la construcción de la estatua encontró cierta resistencia por parte de la comunidad local. Dusty Durrill, un filántropo local, financió la construcción del monumento con el apoyo de los líderes de la comunidad local. La estatua ha atraído a visitantes de todo el mundo.
El 30 de agosto de 2016, el museo de cera Madame Tussaud's de Los Ángeles reveló una figura de cera de la cantante que tiene un costo aproximado de 350 mil dólares y de la misma manera en el museo de la ciudad de Nueva York.

### Otros honores
En 2017, la línea de maquillaje MAC lanzó una edición limitada de cosméticos inspirados en los que usaba Selena, agotándose a las horas de su lanzamiento y batiendo récords de ventas.
El 17 de octubre de 2017, Google le dedicó un Doodle de Google en reconocimiento a sus aportaciones a la música, y en conmemoración al lanzamiento de su álbum debut, estrenado el 17 de octubre de 1989.
El 3 de noviembre del 2017, la cámara de comercio de Los Ángeles le otorgó una estrella en el prestigioso Paseo de la fama de Hollywood a Selena en la categoría de Grabación que está ubicada a las afueras del edificio histórico de Capitol Records. Selena calificaba con todos los requisitos requeridos a pesar de su corta edad y carrera. En una inusual ceremonia nocturna asistieron más de 4500 personas, batiendo récord de asistencia, superando así a la ceremonia inaugural de la estrella de Vicente Fernández quien tenía el récord anterior. Esa misma noche su compañía disquera le entregó un disco de 7x diamante (latin) a la familia Quintanilla por las altas ventas de sus discos.

### Personificaciones
En marzo de 1997, se estrenó la película Selena, una cinta biográfica sobre su vida, en la que fue interpretada por la entonces debutante como actriz, Jennifer Lopez. El proyecto fue dirigido por Gregory Nava, y producido por su padre, Abraham Quintanilla Jr. El filme fue un éxito comercial, y le valió a Lopez su primera nominación a un Premio Globo de Oro en la categoría a Mejor Actriz de una película musical. 
En 2018, Telemundo estrenó la serie El secreto de Selena basada en el libro de la periodista puertorriqueña Maria Celeste Arrarás y protagonizada por la actriz mexicana, Maya Zapata. En ella se narra un punto de vista imparcial sobre su caso de asesinato, sin ser un trabajo biográfico, sino uno policial. Esta no contó con la aprobación de la familia Quintanilla.
En diciembre de 2018, Netflix lanzó un teaser de 15 segundos anunciando que se realizaría una serie biográfica sobre su vida. En agosto de 2019, la actriz Christian Serratos conocida por sus papeles como Rosita Espinoza en The walking dead, la saga de Crepúsculo, entre otros, estaba en negociaciones con la compañía de streaming para interepretarla. El 12 de noviembre de 2019, se lanzó un avance promocional y finalmente fue estrenada en diciembre de 2020. Fue realizada en dos temporadas, ambas de 10 capítulos.

### Retrospectiva musical
Con los años y a pesar de su muerte, la imagen de Selena continúa estando presente, siendo admirada por los que fueron sus seguidores en vida y las nuevas generaciones. Además, ha inspirado a otros artistas famosos.
El 1 de enero de 2023, la revista Rolling Stone la colocó en su lista de «los 200 mejores cantantes de todos los tiempos», posicionándola en el puesto 89.

## Discografía

### Selena y los Dinos (1984-1988)
| Año  | Álbum                |
| ---- | -------------------- |
| 1984 | Selena y los Dinos * |
| 1985 | The New Girl in Town |
| 1986 | Alpha                |
| 1986 | Muñequito de trapo   |
| 1987 | And the Winner Is... |
| 1988 | Preciosa             |
| 1988 | Dulce amor           |

(*) = reeditado como Mis primeras grabaciones en 1995
(**) = reeditado como Mis primeros éxitos bajo el solo nombre artístico de Selena en 2002

### Como solista (1989-1994)
| Año  | Reedición | Álbum            |
| ---- | --------- | ---------------- |
| 1989 | 2002      | Selena           |
| 1990 | 2002      | Ven conmigo      |
| 1992 | 2002      | Entre a mi mundo |
| 1993 | 2002      | Live             |
| 1994 | 2002      | Amor prohibido   |

### Ediciones póstumas (1995-2022)
| Año  | Álbum                                    | Certificaciones y ventas              |
| ---- | ---------------------------------------- | ------------------------------------- |
| 1995 | Dreaming of You                          |                                       |
| 1995 | Éxitos y Recuerdos / Éxitos del Recuerdo |                                       |
| 1996 | Siempre Selena                           |                                       |
| 1998 | Anthology                                | RIAA: 10x Platino (Latin) : 600.000   |
| 1999 | Cumbias                                  |                                       |
| 1999 | All My Hits, Vol. 1                      |                                       |
| 2000 | All My Hits, Vol. 2                      |                                       |
| 2001 | Live: The Last Concert                   |                                       |
| 2002 | Ones                                     | RIAA: 18x Platino (Latin) : 1.080.000 |
| 2003 | Greatest Hits                            | RIAA: 4x Platino (Latin) : 240.000    |
| 2004 | Momentos Íntimos                         | RIAA : 1x Oro (Latin) : 30.000        |
| 2005 | Selena Remembered                        |                                       |
| 2005 | ¡Selena Vive!                            |                                       |
| 2007 | Through the Years / A Través de los Años |                                       |
| 2007 | Serie Verde                              |                                       |
| 2010 | La Leyenda                               | RIAA : 1x Platino (Latin) : 60.000    |
| 2011 | 10 Great Songs                           |                                       |
| 2012 | Enamorada de Ti                          | RIAA : 1x Oro (Latin) : 30.000        |
| 2013 | Icon                                     |                                       |
| 2015 | Lo Mejor de... Selena                    |                                       |
| 2017 | The Last Concert (Remastered)            |                                       |
| 2022 | Moonchild Mixes                          |                                       |

## Filmografía

### Cine y televisión
| Año       | Título                 | Papel                | Notas    |
| --------- | ---------------------- | -------------------- | -------- |
| 1992-1994 | Siempre en domingo     | Ella misma           | Invitada |
| 1993      | Dos mujeres, un camino | Ella misma           |          |
| 1994      | Sábado gigante         | Ella misma           |          |
| 1994      | El show de Cristina    | Ella misma           | Invitada |
| 1995      | Latin Nights           | Ella misma           |          |
| 1995      | Don Juan DeMarco       | Cantante de Mariachi |          |

### Programación biográfica

#### Documentales
| Año  | Título                          |
| ---- | ------------------------------- |
| 1995 | E! True Hollywood Story         |
| 1998 | American Justice                |
| 2001 | The Greatest                    |
| 2003 | 101                             |
| 2010 | Famous Crime Scene              |
| 2012 | 100 Most Shocking Music Moments |
| 2012 | Reel Crime/Reel Story           |
| 2014 | Snapped                         |

#### Producciones de televisión
| Año  | Título                |
| ---- | --------------------- |
| 1997 | Selena Remembered     |
| 1997 | The Final Notes       |
| 1998 | Behind the Music      |
| 2005 | Selena ¡VIVE!         |
| 2007 | Queen of Tejano music |
| 2008 | Biography             |
| 2020 | Selena: la serie      |